# Symphyodon weymouthioides
Symphyodon weymouthioides är en bladmossart som beskrevs av Jules Cardot och Thériot 1911. Symphyodon weymouthioides ingår i släktet Symphyodon och familjen Daltoniaceae. Inga underarter finns listade i Catalogue of Life.